# Hanako
Hanako (jap. はなこ, ハナコ) – żeńskie imię japońskie. Imię popularne było do lat 50. XX wieku. Ostatnio jest coraz rzadziej używane.

## Możliwa pisownia
Hanako można zapisać, używając wielu różnych znaków kanji i może znaczyć m.in.:
- 花子, „kwiat, dziecko”[1]
- 華子, „kwiat, dziecko”

## Znane osoby
- Hanako Tsugaru, później znana jako księżniczka Hitachi (jap. 常陸宮正仁親王妃華子 Hitachi no miya Hanako shinnō-hi)
- Hanako Yamada, japońska komediopisarka
- Hanako Oku (華子), japońska piosenkarka
- Hanako Oshima (花子), japońska piosenkarka
- Hanako Sakai, japońska pisarka

## Fikcyjne postacie
- Hanako (ハナコ), japońskie imię Delii Ketchum, matki głównego bohatera anime Pokémon
- Hanako Ikezawa (華子), bohaterka visual novel Katawa Shoujo
- Hanako Kichijōji (花子), główna bohaterka serii OVA Amazing NUTS!
- Hanako-san (はなこさん), Japońska legenda o Hanako z toalety.
- Hanako-kun (花子くん), Jedna z głównych postaci mangi i anime Jibaku shōnen Hanako-kun.
- Hanako Arasaka, jedna z postaci gry Cyberpunk 2077.